# 副島種臣
副島 種臣（そえじま たねおみ、文政11年9月9日〈1828年10月17日〉- 明治38年〈1905年〉1月31日）は、日本の政治家。侍講兼侍講局総裁、参与兼制度事務局判事、参議兼大学御用掛、内務大臣（第4代）、枢密院副議長（第2代）、外務卿（第3代）、外務事務総裁、清国特命全権大使、宮中顧問官、興亜会会長、東邦協会会頭、愛国公党発起人等を歴任。位階勲等は正二位勲一等伯爵。
初名は二郎（じろう）、龍種（たつたね）。通称は次郎（じろう）。号に蒼海（そうかい）、一々学人（いちいちがくじん）。

## 概要
文政11年（1828年）佐賀城南堀に、佐賀藩士・枝吉南濠の次男として生まれる。兄は枝吉神陽。藩校・弘道館教諭を経て、尊王攘夷運動に奔走し兄と共に「義祭同盟」に参加。32歳で副島家の養子となる。明治維新後に参与・制度事務局判事となり、福岡孝弟と共に「政体書」を起草。参議兼大学御用掛を経て外務卿となり、特命全権大使として清国に渡り日清修好通商条約の批准を交換して穆宗同治帝に謁見。樺太国境問題、琉球帰属、マリア・ルス号事件等を担当。
明治六年政変後に下野し、愛国公党を立ち上げ「民撰議院設立建白書」を提出。その後、約3年間中国大陸を漫遊し李鴻章等と交友を結ぶ。明治天皇の信任厚く、侍講や宮中顧問官、枢密顧問官、内務大臣を歴任。在野では「東邦協会」会長等を務め、アジアの人々と交友した。雅号を「蒼海」と称し、漢詩人・能書家として優れた詩と書を発表し、近代書道史に大きな業績を残した。

## 生涯

### 出生・青年期
文政11年（1828年）9月9日、肥前国佐賀城下南堀端にて藩校・弘道館の教諭を務める枝吉忠左衛門種彰（字は有章、通称は忠左衛門、号は南濠）の二男として生まれる。兄は弘道館国学教授の枝吉神陽で、母は佐賀藩士・木原宣審の娘・喜勢。32歳の時、父南濠が亡くなると、佐賀藩士・副島利忠の養子となり副島姓となる（現在の佐賀市西与賀町今津）。幼名の龍種は四書及び百家で指す帝王の子孫を意味する。枝吉家は代々槍術師範を業として佐賀藩に仕え、足軽組頭に任じられていた。
弘道館では、古賀精里の朱子学や藩の教学思想である『葉隠』を教授する一方で、父・南濠は国学に通じ、「日本一君論」を唱え尊皇思想を説いた。6歳になると、弘道館外生寮の執法（教諭助手）となり、14歳で元服して副島二郎龍種と名乗る。兄の神陽が江戸に出て、昌平黌に入学して舎長になり、嘉永元年（1848年）に佐賀に帰郷して弘道館教諭に就任すると、種臣は内生寮首班となる。兄の神陽は弘道館で『古事記』や『日本書紀』の研究に勤しむ一方で、館外に私塾を開いて木原義四郎隆忠、江藤新平、島義勇といった若者を教育し、嘉永3年（1850年）に楠木正成戦没日をトして、梅林庵で「義祭同盟」を結成すると兄と共に主催。次いで嘉永5年（1852年）に皇学研究の為に24歳で京都に留学。

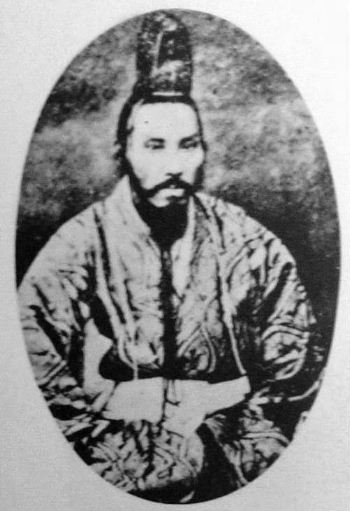
狩衣姿の副島種臣

京都では、兄の斡旋で順正書院に入り矢野玄道や田中河内介のほか、六人部香、谷森外記らと親交を結び、矢野玄道、玉松操、丸山作楽らの平田派の攘夷的復古的国学者と、開国を大攘夷として把握した大国隆正、福羽美静らと議論した。嘉永6年（1853年）の黒船来航を京都で知り、安政2年（1855年）に藩命により再び京都に留学。京都では兄・神陽と共に佐賀藩の政治工作に奔走。尊攘志士の池内大学と共に、大原重徳に将軍宣下廃止を進言する意見書を青蓮院宮朝彦親王に提出。伊丹重賢を通じて、佐賀藩兵を50名から100名京都へ上洛させるとの朝廷の意向を藩主の鍋島閑叟（直正）に建言するが、退けられ謹慎となる。安政6年（1859年）に父が死去。この年に、佐賀藩士・副島利忠の養子となり、律子と結婚。謹慎を解かれると、弘道館教諭を命ぜられる。
桜田門外の変の後、文久元年（1861年）江戸に遣わされ、翌二年に佐賀に帰国したが8月に兄の神陽が行年41歳でコレラで死去。神陽が残した門弟の崇敬を一身に集める事となる。

### 幕末
佐賀藩校・弘道館にて佐野永寿右衛門（常民）、大隈八太郎（重信）らを教える一方で、安政6年（1859年）7月1日に安政五カ国条約により佐賀藩と福岡藩が1年交代で警衛に当たっていた長崎が開港場になると、米国聖公会のジョン・リギンズとチャニング・ウィリアムズ（立教大学創設者）が、長崎奉行の要請もあり、私塾を開設して英学を教え始め、米国オランダ改革派教会のグイド・フルベッキも私塾や長崎の幕府洋学所、済美館で英学を教え始めた。副島は大隈八太郎（重信）とともに、ウィリアムズ、フルベッキらに師事し、英学を学んだ。佐賀藩に蘭学寮を設けていた藩主・鍋島直正が、新しく英学塾・蕃学稽古所（後の致遠館）を開校するに当たり、督学の任に当たるように勧められ、これを受諾。小出千之助、石丸虎五郎安世、中牟田倉之助、大隈重信、馬渡八郎俊邁がフルベッキに就いて英学を学ぶことを希望したが、大木民平（喬任）は応じなかった。
慶応3年（1867年）に長崎五島町に蕃学稽古所（翌年、致遠館と改称）が開校すると、佐賀藩はフルベッキを招いて英学を講究し、佐賀藩から相良弘庵、小城から綾部新五郎、久保田から本野周蔵（盛亨）、武雄から山口繁蔵（尚芳）らが来り学んだ。副島は和漢学を教える傍ら、フルベッキに就いて英語を学ぶ。慶応3年（1867年）3月、長崎に滞在していた土佐藩士・後藤象二郎の旅館を訪れて、江戸幕府将軍・徳川慶喜に建言する為、長崎から大坂に行く土佐藩の「朝日丸」に乗り京都へ上った。京都では幕府目付の原市之進（仲寧、藤田東湖の甥）に面会し、大政奉還を説いたが叶わず佐賀藩邸から佐賀藩に帰郷し謹慎を命ぜられるが、のちに解かれた。
鳥羽・伏見の戦いが始まると、佐賀藩は家老・鍋島孫六郎が率兵上京。長崎の土佐屋敷に滞在していた佐々木三四郎（高行）が長崎奉行屋敷を接収して長崎会議所と称して海援隊士・吉井源馬、薩摩藩士・松方助左衛門（正義）等が集まって各国領事を招いて通商を保障した。副島は長崎の各国領事の決定報告をするために薩摩藩士・沖直次郎（一平）と京都に上洛し、西郷隆盛、三条実美、岩倉具視に報告。副島は、慶応4年（1868年）3月13日には明治新政府から徴士・参与への任命を受ける。
鳥羽・伏見の戦い直後の1月7日、維新政府は在京の藩主を召集して徳川慶喜征討令を発布して諸大名に去就を決せしめたが、佐賀藩は藩主・重臣共に在京していなかった。これにより京都の政局への登場が遅れ、佐賀藩は日和見的との評も受けたが、5月の上野戦争、9月の会津戦争で佐賀藩のアームストロング砲や副島、大木、江藤等の奔走による軍事的貢献により新政権内での地位を高めた。副島は輔相・岩倉具視の下で、藤川三渓と共に奥羽征討軍監となり、佐賀藩の兵を指揮した。

### 明治維新
太政官の職制発足と共に、参与兼制度事務局の判事となり、朝臣となる。議定・鷹司輔煕、同局判事・福岡孝弟と共に「政体書」を起草した。副島と福岡は、「政体書」の起草に際して『令義解』、福澤諭吉の『西洋事情』、在華米国人宣教師・イライジャ・コールマン・ブリッジマンの『聯邦志略』、ヘンリー・ホイートンの『万国公法』を参考にした。
「政体書」の官吏公選の規定により、明治2年（1869年）5月13日に輔相・議定・参与の公選が行われ、副島は木戸孝允の42票に次ぐ31票で参与に任命された。一方の佐賀藩では、同年に藩政改革が進められ、久米邦武の起草で藩治改革が成り、藩主・鍋島直正の下に副島は参政、江藤新平が参政格に任命された。次いで、木戸準一郎（孝允）が早くから唱えていた版籍奉還を実現させるため、大久保利通・広沢真臣・木戸孝允と相談し、「藩制大意」を起草。版籍奉還が行われた後の7月8日に「職員令」が制定されると、前原一誠と共に最初の参議に任命され、後に広沢真臣が加わり3人の参議による政治体制が明治3年（1870年）2月まで続いた。
明治2年（1869年）6月に旧幕府の昌平黌（昌平坂学問所）が大学校とし、開成学校・医学校を大学校分局の形にし、大学別当に民部卿兼大蔵卿から転じた松平慶永が任ぜられると、副島は9月15日に参議と大学御用掛を明治3年（1870年）3月まで兼任した。大丞・仙石政固が副島を訪ねて、大学校本校の皇学派、国学派、漢学派、洋学派の確執事情を訴えたが、学制改革により大学本校は閉鎖され大学南校と大学東校が存続するに至った。明治3年（1870年）10月9日には皇居学制局で西周、津田真道に会った。明治3年（1870年）3月28日、広沢真臣と共に弾正台の台務例規・弾例により5日間の謹慎を仰せ付けられた。明治3年（1870年）6月に刑部省が「新律提綱」を草案するにあたり、太政官では副島を審査委員長に任命した。太政官制度局中弁・江藤新平がフランス民法を箕作麟祥に翻訳させるに当たり、副島はナポレオンコードの一部を箕作に翻訳させた。
明治4年（1871年）1月18日に藩主・大納言鍋島直正が没する。

### 外交
明治4年（1871年）11月4日に、岩倉具視が洋行（岩倉使節団）するに当たり、後任の第3代外務卿に就任。外務卿就任前に、寺島宗則と共に普仏戦争局外中立問題でフランス公使館を訪れ行使・マキシム・. ウートレー（Maxime Outrey）と会談している。明治5年（1872年）6月4日、マリア・ルス号が横浜港に寄港（マリア・ルス号事件）すると、副島は太政大臣・三条実美にから全権委任を受け、神奈川県が裁判に当たるよう県令に指令した。権令・大江卓を裁判長とする特設法廷の裁判が2回行われ、7月3日に駐日英国代理公使・ロバート・グラント・ワトソンと外務省で会談。副島は人道的見地から、清国人奴隷229名を解放し、鄭永寧と同船で清国特使・陳福勲に引き渡した。清国出張から帰国後の8月8日に、ペルー国使節・アウレリオ・ガルシア・イ・ガルシアと会談し、ペルー国との和親貿易航海仮条約十ヵ条を調印した。マリア・ルス号事件でロシアに仲裁裁判を依頼する必要性から、沢宣嘉を特命全権公使としてロシアに派遣しようとしたが亡くなった為、花房義質を臨時代理として公使館を開設し、明治8年（1875年）5月29日にはマリア・ルス号事件に関して日本の措置を正当とする裁断が下された。
明治政府は清国との正式国交を希望し、明治3年（1870年）に柳原前光・花房義質を委員とし予備交渉の為に上海に派遣していたが、不平等に結ばれた日清修好条規を改正するために副島は李鴻章宛に書簡を書き、明治5年（1872年）の李鴻章からの返簡を以て11月19日に副島に勅語が下り、前々年に台湾で起きた宮古島島民遭難事件（台湾出兵）の処理も含め、明治6年（1873年）に特命全権大使に任命。随行者に大丞・柳原前光、小丞・平井希昌、小丞・鄭永寧、林有造。副島の清国出張不在中は上野景範が外務卿代理となった。清国へ向かう軍艦「龍驤艦」・「筑波艦」には海軍少将・伊藤祐麿、海軍中佐・福島敬典、海軍中佐・伊藤雋吉、海軍少尉・曽根俊虎、測量士補・鮫島員規も乗り込んでいた。3月19日に鹿児島に上陸して西郷隆盛を来訪し、次いで20日に島津久光の招きに応じた。4月1日に上海に上陸し天津に向かい、李鴻章と会見し4月30日に批准書を交換した。5月7日に北京に入京し、総理各国事務衙門・文祥に同治帝への謁帝と国書捧呈を告げ、次いでロシア公使・ウランガリー将軍と米国全権公使・フランシス・エフ・ロウを訪問。5月25日に、柳原・鄭と共に総理各国事務衙門に至り、文祥・沈桂芬・成林・夏家鎬らと会談。5月26日には、恭親王を訪問し漢語に通じていた駐清イギリス公使・トーマス・ウェードを訪問。
明治6年（1873年）6月29日、副島は大礼服を着し、鄭永寧を率いて轎に乗り宝均・毛昶熙の導きにより紫光閣にて同治帝と単独謁見した。ロシア・アメリカ・イギリス・フランス・オランダは五国公使同一謁見であり、フランスのみが第三班として単独謁見出来た。副島は丁韓良から『格物入門』『化学初階』等数部の贈呈を受け、副島は『日本外史』を呈して酬いた。7月6日に天津海関道・陳欽を訪問し、次いで丁寿昌の出迎えで李鴻章と酒宴を行った。7月27日、赤坂皇居にて明治天皇に謁見し、清国皇帝の復書を捧呈した。

明治5年（1872年）5月、留守政府の井上馨は日清間に両属的地位にある琉球に対して内地同様の制度を及ぼすことを建議。副島は尚泰王を藩王に封じ、華族に列し、外交を留めることを要請した。9月3日に東京に着いた琉球使節一行と懇談。9月15日、正院に琉球藩属体制を建議した。9月18日に、米国公使・チャールズ・デロングが副島に琉米修好条約の維持に関して質問してきた。明治6年（1873年）7月26日に副島が清国から帰国すると、8月11日に与那原親方が私邸を訪ねてくる。副島は、リゼンドルを明治5年（1872年）11月15日に太政大臣宛に顧問として雇い入れる事を進言し、リゼンドルは外務省准二等出仕で副島に出仕した。副島はリゼンドルに『台湾南部生蕃地図』を作成させ、台湾進攻策（征台論）を唱える。
また、新政府内では樺太について、全島の領有か南北に分けて両国民の住み分けを求める副島の意見と、北海道開拓に力を注ぎ遠隔地の樺太は放棄するという開拓次官・黒田清隆の意見の二つが存在していた。副島は明治4年（1871年）5月13日に樺太境界談判のため田辺太一を随員としてロシアのポシェット湾へ派遣されるが、ロシアがビュツオフを駐日代理公使に任命して談判することと変わり、副島は200萬圓で樺太全島を買収することを上奏して黒田と対立した。その後、全権公使・榎本武揚の談判で樺太・千島交換条約が結ばれるが、樺太買収策が実現を見なかったのは副島の終生の痛恨事となった。
続いて、排外的鎖国主義を固守する朝鮮との関係打開が懸案となり副島は厳原藩の朝鮮語学の復活を上申し、対馬厳原に教授方・広瀬直行を置いて朝鮮語学所を設けた。
明治6年（1873年）10月13日、外務省事務総裁を仰せ付けられる。

### 明治六年政変
明治6年（1873年）10月14日に太政官代でいわゆる征韓論争の閣議において、副島は板垣退助と征韓派を代表する形で遣使を主張。しかし、10月23日に西郷隆盛の遣使中止が岩倉具視によって決定されると、西郷に続いて板垣退助・後藤象二郎・江藤新平と共に24日に下野した（明治六年政変）。佐賀県で12月23日に征韓党が結成されると、副島は江藤新平と共に佐賀帰県を促されたが副島は板垣退助に説得され留まった。
下野後、明治7年（1874年）1月12日に副島邸に板垣退助、後藤象二郎、江藤新平、古沢滋、小室信夫、由利公正、岡本健三郎が集まり「愛国公党」を結成。1月17日に『民撰議院設立建白書』を左院に提出。

### 清国漫遊・侍講
政変による下野後は国典の調査に勤しみ、太政官修史局の小河一敏や本田親徳と懇意になる。明治9年（1876年）9月20日、従者一人を連れ「東京丸」で横浜を出帆し、神戸で楠木正成を祀る湊川神社に参拝。長崎を経て上海に渡った。蘇州、杭州の名勝を探り、北上して天津で李鴻章と会見。李鴻章からは清帝国への奉仕を薦められたがこれを固辞。副島が北京、天津を経て南方に赴き、湖南に来た頃に曽根俊虎が旅館に訪ねて来る。副島は、旅館「田代屋」に宿泊し、品川忠道、小栗栖香頂らとも会った。太平天国の乱で荒れた上海で、王寅や銭繹子琴、陳鴻詰らと交わり西湖では宋の忠臣・岳飛の墓に詣でた。天津では竹添進一郎も訪問してきた。上海で斎玉渓や毛対山と親交を結び、満州や漢口を旅して明治11年（1878年）に清国から帰国した。
明治12年（1879年）4月21日、宮内省御用掛一等侍講兼侍講局総裁を拝命。毎火曜日に明治天皇に大学・中庸・尚書を進講し、前年から論語を進講していた元田永孚も陪席した。10月に、黒田清隆が副島の侍講排斥を企て内閣と宮内省との大問題となる。明治13年（1880年）1月に一度進講を中絶したが、明治天皇からの宸翰を受け取り、以後、明治19年（1886年）の侍講職廃止まで明治天皇への進講を続けた。

### 晩年
曽根俊虎から頼まれ、明治14年（1881年）5月から12月まで興亜会の会長を務めた。会では、清国全権公使・黎庶昌、孫点、黄超曾、桃文棟、王琴仙、張滋昉らが参集し、客員には金玉均、徐光範、魚允中、兪吉濬らが加わり、副島は宮島誠一郎と聯句を試み、金玉均に示している。明治24年（1891年）に「東邦協会」が発足すると、賛同者に推されて会頭となる。初代幹事長には稲垣満次郎が就任し、福島安正のシベリア横断や弁理公使・大石正巳の国権愛護を称賛した。明治25年（1892年）に東邦協会附属私立露西亜語学校の評議員も務めた。副島は東邦協会の月2回の評議員会にほとんど毎回出席し、内相在任中でも欠席していない。
明治20年（1887年）に宮中顧問官。明治21年（1888年）に枢密院が発足すると、枢密顧問官となる。元老の後押しを受けて松方正義が第1次松方内閣を組閣すると、選挙干渉問題で辞任した品川弥二郎の後を受けて枢密院副議長から転じて内務大臣に就任したが、白根専一との対立の為3カ月に満たずに辞任し枢密顧問官に復帰した。
日清戦争、日露戦争を経て、明治38年（1905年）、脳溢血のため死去。高伝寺境内の墓に、友人で書家の中林梧竹の筆により「伯爵副島種臣先生墓」と刻まれた。

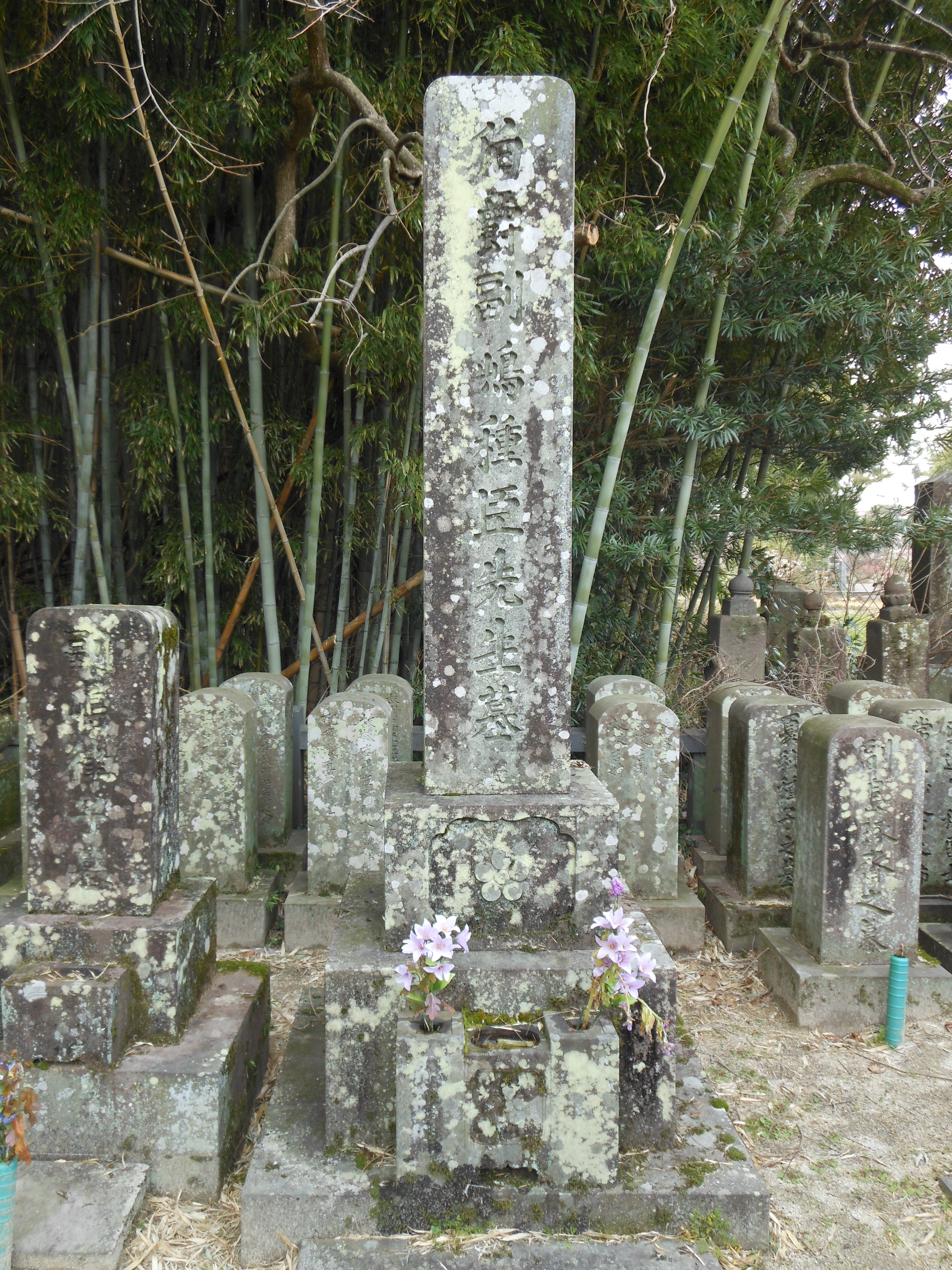
高伝寺にある副島種臣の墓
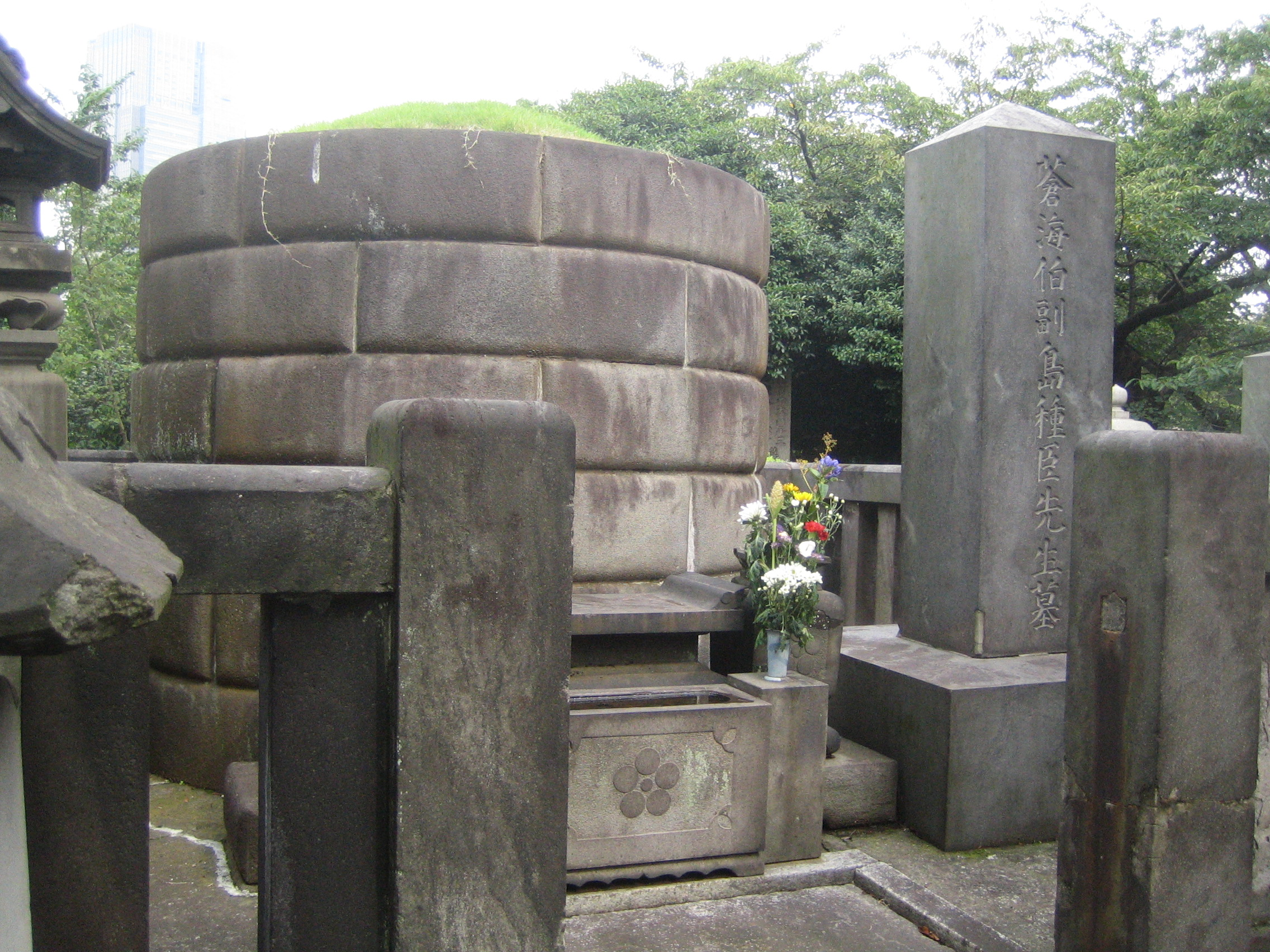
青山霊園にある副島種臣の墓
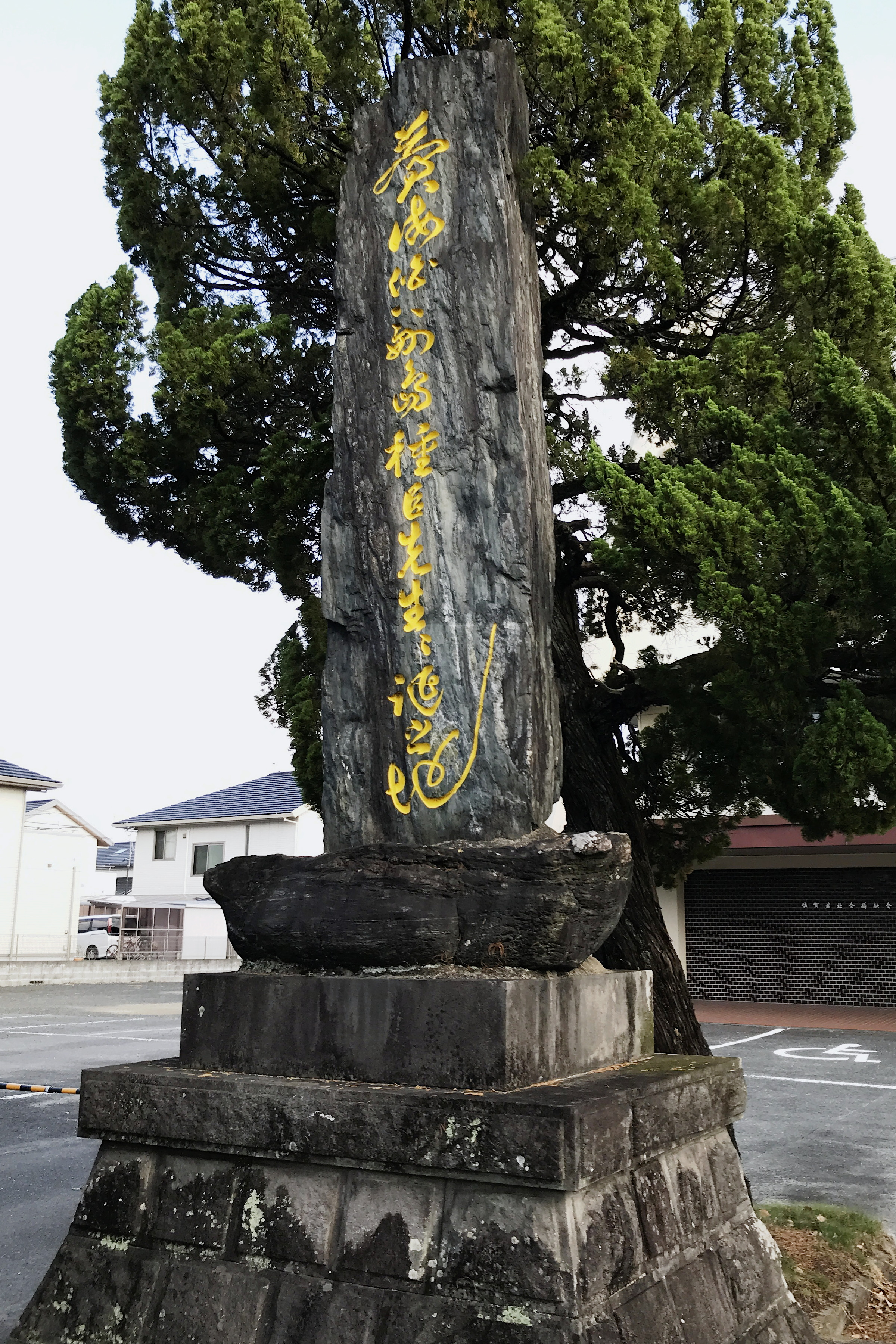
佐賀市鬼丸町にある誕生地石碑

## 人物

### 逸話
- 邸宅は大久保利通が隣りで、副島は大久保と「一番懇意にあった」という[33]。
- 前原一誠は、右大臣・三条実美に宛てた手紙の中で「大久保（利通）の寛大、副島（種臣）の博識、広沢（真臣）の吏務、三人戮力協心」と評した[34]。
- 石黒忠悳の回想[35]。によると、副島をフルベッキと共にドイツ医学採用に尽力した恩人として挙げている
- 外務卿として総理各国事務衙門における会談時、中華思想について「夷の中華に於る、常に恥じて勉む、故に強く而して能く興る、中華の夷に於る、自ら矜て怠る、故に弱く而して必ず亡ぶ。夷も亦人国なり、君子を以て待てば則ち君子と為り、蛮夷を以て待てば則ち蛮夷と為る」として堯舜禹湯文武も道を説いた[36]。
- 自身の長男と二人の甥を、ニコライの門に入れ、築地で伝道を始めるに当たり尽力した[37]。
- 懇意にしていた江藤新平の息子・江藤新作は衆議院で副島への弔辞を発議した。
- 元老院発足に当たり、明治天皇から「其方の建白を採用して先以て元老院と大審院を立てる」との言葉を賜ったが議官任命を辞退し就任に応じなかった[38]。
- 小河一敏の嗣子・忠夫の子「国麻呂」の名付け親であり、染井霊園の小河一敏記念碑の撰文を担当した[39]。
- 清国行を前にして、西郷隆盛に書簡を送っているが現在は失われ、西郷の返信が『蒼海遺稿』、『大西郷全集』に載せられている。
- 木戸孝允とは反りが合わず、清国浪人から帰国後に明治政府出仕を薦められると「内閣の評議で宮内省出仕を仰せ付け、しかもその取扱は故・木戸孝允に及ばないということでは、大臣方が礼儀を弁えないということである」と断った[40]。
- 庄内藩士・菅実秀が『南洲翁遺訓』を編集するに当たり、序文を担当した。
- 庄内藩で詩経を講義した際に、旧藩士から「楠木正成と諸葛孔明はどちらが偉いか？」と尋ねられ苦笑した[41]。
- 明治15年（1882年）3月、明治天皇に命ぜられ建白書を起草した[42]。
- 樽井藤吉の東洋社会党を支援した[43]。
- 板垣退助は、「副島こそ太政大臣たるべき人である。」と評価した[44]。
- 西郷隆盛 - 互いに尊敬していた友人。大橋昭夫『副島種臣』によると、西郷は死の際「副島に期待する」と言った。
- 豆腐とおから、ひじき、蒟蒻が好物であり、煙草は喫したが酒は嫌いであった[45]。
- 廃刀令が出て名刀が海外に流出するのを気遣い、買い集めたが乞われるまま人に与え、愛馬さえ与えた[45]。
- 外務卿の時、麻布に500円を投じて70頭の牛を飼養したことがある[46]。
- 今泉みねの夫・今泉利春と親子兄弟のように親しくした[47]。
- 司馬遼太郎は、長編作品『翔ぶが如く』で副島を高く評価し、「明治政府は、優れた経綸家を二人しか所有していなかった。一人は西郷、一人は副島・・」と述べた。
- 江藤新平 - 種臣は江藤のことを一番の友人であると言い、2人は藩主鍋島直正からも重んじられた。
- 福本日南 - 言論人で種臣を激賞

### 漢詩
- 嗣子・副島道正と、門人の武井義、鈴木於菟之助、佐々木哲太郎らが編纂した『蒼海全集』（大正6年）には、2千を超える漢詩が含まれている。
- 玉帛朝貢絶 山陵草古木 天子方憂思 人臣焉安處[48]
- 副島を寒山寺に案内した清国の官僚が掘橋近くで開いた詩会にて、張継（『唐詩選』）の詩に似せた一首を作り驚かせた[49]。
- 野富烟霞色天縦花柳春

### 清国との関係
- 清の啓蒙思想家・梁啓超は、日本亡命中に副島を尋ね東邦協会の会員となっている[50]。
- 副島は、李鴻章を「清国政府第一等人」とし、恭親王は翩々たる貴公子、董恂は博学・機愔、沈桂芬は果敢・内渋と評した[51]。

### 書生
- 中村純九郎
- 鈴木恭信
- 黒崎研堂
- 山口五郎太
- 菅実秀
- 諸岡正直

## 書家
書家としての業績は『蒼海 副島種臣書』（石川九楊編、二玄社、2003年（平成15年））に詳しい。主要な作品は『書の宇宙24-書の近代の可能性 明治前後』（石川九楊編、二玄社、2000年（平成12年））や、『近代書史』（石川九楊著、名古屋大学出版会、2009年（平成21年））でも紹介されている。
2005年（平成17年）にNHK番組『新日曜美術館』で書家としての側面をクローズアップした特集が石川が解説し放映された。「芸術新潮」（新潮社）の1999年9月号に掲載された「明治維新を筆跡でよむ 志士たちの書」でも紹介された。
草森紳一が、文芸雑誌「すばる」（集英社）に「詩人副島種臣の生涯」（1991年（平成3年）7月号 - 1996年（平成8年）12月号、65回）を、「文學界」（文藝春秋）に「薔薇香処 副島種臣の中国漫遊」を（2000年（平成12年）2月号 - 2003年（平成15年）5月号、40回）を連載したが未刊行である。また2007年（平成19年）から「表現」（京都精華大学表現研究機構）で「捕鼠 明治十一年の文人政治家副島種臣の行方」が始まっていたが創刊号と第2号のみで絶筆となった。
平成18年（2006年）に佐賀県立美術館で、翌19年に、東京・五島美術館で没後百年記念特別展「蒼海 副島種臣 - 全心の書 - 展」が催された。「図録」は石川九楊、草森紳一、島善高が寄稿、佐賀新聞社で製作され、郷土出版である出門堂で刊行。なお佐賀新聞の題字は副島の書いたものである。
令和5年（2023年）から翌6年には、佐賀県立佐賀城本丸歴史館で『知られざる明治維新　副島種臣書』（図録は石川九楊編）が催された。
代表作は「帰雲飛雨」、「紅葉館」（佐賀県立美術館所蔵）。「神非守人 人実守神」、「春日其四句」など多数。

## 栄典・授章・授賞
位階
- 1886年（明治19年）10月20日 - 従三位[53]
- 1887年（明治20年）4月12日 - 正三位[54]
- 1892年（明治25年）4月27日 - 従二位[55]
- 1902年（明治35年）6月20日 - 正二位[56]

爵位
- 1884年（明治17年）7月17日 - 伯爵[57]

勲章等
| 受章年                     | 略綬 | 勲章名                   | 備考 |
| -------------------------- | ---- | ------------------------ | ---- |
| 1881年（明治14年）7月22日  |      | 旭日大綬章               |      |
| 1889年（明治22年）11月25日 |      | 大日本帝国憲法発布記念章 |      |
| 1905年（明治28年）1月31日  |      | 旭日桐花大綬章           |      |

外国勲章佩用允許
| 受章年                   | 国籍       | 略綬 | 勲章名               | 備考 |
| ------------------------ | ---------- | ---- | -------------------- | ---- |
| 1885年（明治18年）5月8日 | ロシア帝国 |      | 神聖アンナ第一等勲章 |      |

### 伝記
- 大橋昭夫『副島種臣』新人物往来社、1990年7月。ISBN 4-404-01739-1。
- 齋藤洋子『副島種臣と明治国家』慧文社、2010年10月。ISBN 4-86330-044-1。
- 安岡昭男 『副島種臣』 吉川弘文館〈人物叢書〉、2012年3月。ISBN 4-642-05261-5。
- 森田朋子、齋藤洋子 『副島種臣 1828―1905』 佐賀県立佐賀城本丸歴史館〈佐賀偉人伝〉、2014年3月。ISBN 978-4-905172-11-6。
- 小柳陽太郎「副島蒼海のうた」「九州造形短期大学紀要」第11巻。
- 佐賀県立美術館『没後一〇〇年記念蒼海 副島種臣―全心の書―展 図録』佐賀新聞社、2006年。

## 登場作品
テレビドラマ
- 『翔ぶが如く』（1990年、NHK大河ドラマ、演：坂部文昭）